# ナジブ・ブケレ
ナジブ・アルマンド・ブケレ・オルテス（スペイン語: Nayib Armando Bukele Ortez、1981年7月24日 - ）は、エルサルバドルの政治家、実業家。現在、同国大統領を務める。
2019年の大統領選挙に「国民統合のための大連合」 (GANA) から立候補し、当選。ファラブンド・マルティ民族解放戦線 (FMLN) と民族主義共和同盟 (ARENA) という、国内の二大政党以外から誕生した大統領としては、ホセ・ナポレオン・ドゥアルテ（1984年 - 1989年在任）以来であった。エルサルバドル大統領として2回目の就任をするのは1944年以来初。2021年、タイム誌の世界で最も影響力のある100人に選出された。

## 経歴
実業家で工業化学者の父親アルマンド・ブケレ・カッタン(1944年12月16日-2015年11月30日)と母親オルガ・マリーナ・オルテスのあいだに、サンサルバドルで生まれる。1999年、18歳でエスクエラ・パンアメリカーナで中等教育を修了した。ブケレはサンサルバドルのセントラルアメリカン大学に入学し、弁護士を目指して司法学を学んだが、父親の事業の一つであるノエルク広告代理店で働くために中退した。ノエルクは左翼エルサルバドル政党ファラブンド・マルティ民族解放戦線（FMLN）の選挙運動を行った。また、早くから起業家精神にあふれ、1999年に18歳でマーケティング会社オーバーメット（別名4amサーチ＆サーチ・エルサルバドル）を設立し、1999年から2006年と2010年から2012年まで社長を務めた。同社は2004年のシャフィク・ハンダル、2009年のマウリシオ・フネスのFMLN大統領選挙キャンペーンの政治広告を流した。ブケレは2009年から2012年まで、エルサルバドルでヤマハ製品を販売・流通するヤマハモータースエルサルバドルの社長を務めた。ブケレはビジネスキャリアの中で、自分自身を「大きな未来を持つビジネスマン」（empresario con gran futuro）と呼んでいた。
2012年、ファラブンド・マルティ民族解放戦線 (FMLN) からラ・リベルタ県ヌエボ・クスタトラン市長選挙に立候補し、2862票を得票して当選した（得票率50.68%）。同年5月1日に市長に就任した。

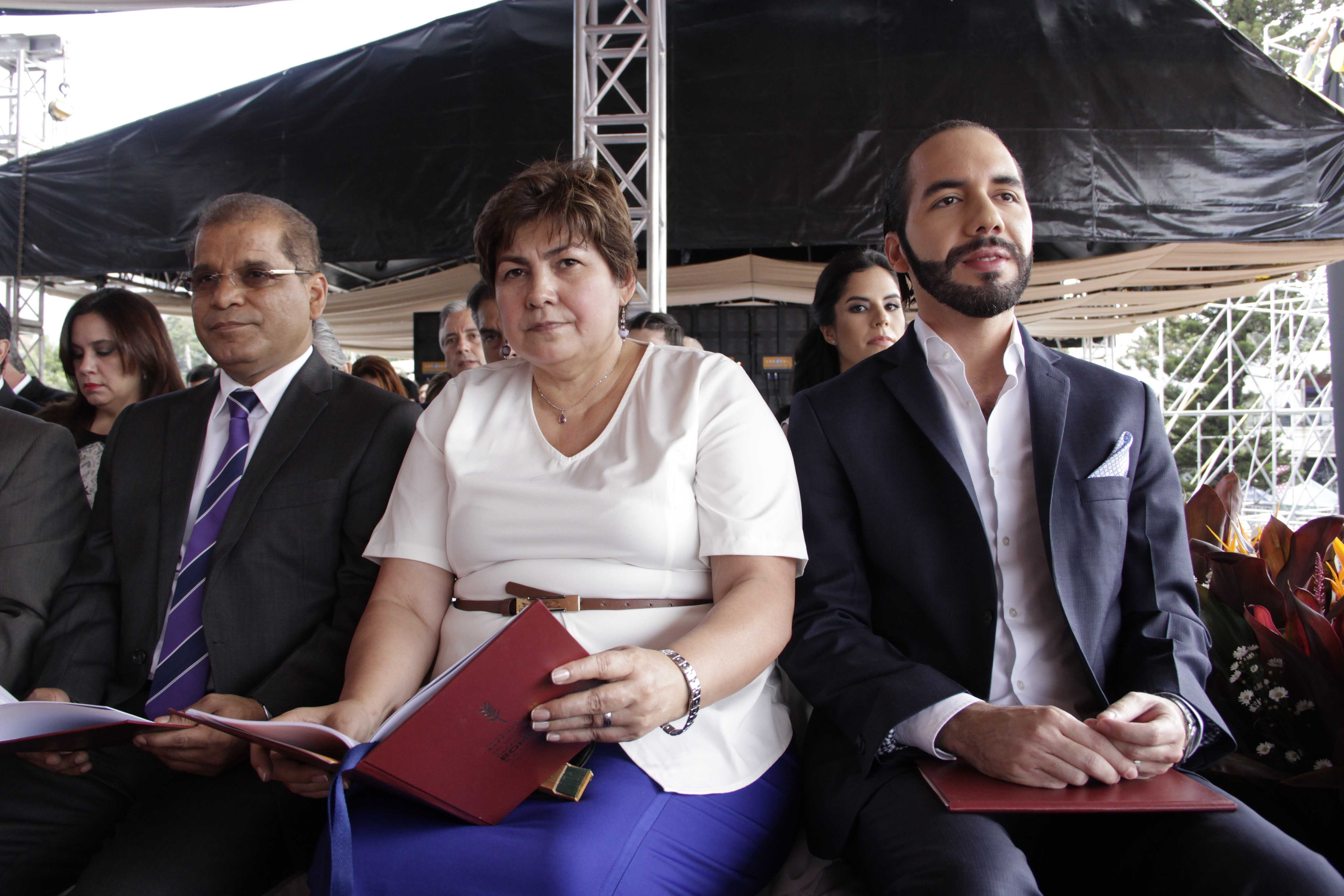
オスカル・ロメロの列福式にて、副大統領（当時）オスカル・オルティス夫妻と

2015年にはサンサルバドル市長選挙に同じくFMLNから立候補し、8万9164票を得て当選した（得票率50.37%）。対立候補の実業家で元副市長、エドウィン・サモラ（民族主義共和同盟 (ARENA) 所属）の得票数は、8万2288票 (同46.49%) に留まった。このときまで6年間、サンサルバドルの市政はARENAが掌握していた。市長就任は5月1日であった。
2017年2月には台湾の台北市を訪問し、中華民国総統の蔡英文と会談した。
2018年2月、第32回国際市長会議出席のためエルサレムを訪問した際、嘆きの壁で祈りをささげる姿が目撃された。その後、ブケレは妻の祖父がセファルディムと呼ばれるユダヤ人であったと明らかにした。
2017年10月10日、ブケレはFMLNの倫理委員会から、党内対立を煽り、党を中傷する行為におよんだとして、除名処分を受けた。これに先立つ10月7日には同委員会の聴聞会が予定されていたが、審議が原告側に偏っているとして、ブケレは欠席していた。
FMLNから除名されたブケレは、2019年の大統領選に、既成政治を打ち破る無所属候補として立候補しようとした。そのための政党結成に向けて、手始めにヌエバス・イデアス（あらたな理想）という政治運動をはじめた。
新党結成や他党との合流といった試みは、左派のFMLNと右派のARENAという二大政党からの妨害にあったが、最終的に中道右派の「国民統合のための大連合」 (GANA) に加入することで、大統領選挙への立候補資格を得た。
2019年2月3日、ブケレは大統領選挙の勝利宣言を行った。対立候補であったFMLNのウーゴ・マルティネスは敗北を認めた。ブケレの得票率は53%で、決選投票が必要な水準を上回っていた。エルサルバドル内戦終結以降、二大政党以外から大統領が誕生したのは初めてだった。勝利宣言で、ブケレは「われわれは戦後史の1ページを刻した」と述べた。大統領には6月1日に正式に就任した。
2021年2月の立法議会選挙で与党が多数派となると自身に批判的な最高裁判事5人や検察庁長官の罷免を議会で可決させ、親ブケレ派の判事に差し替えた。2021年9月に最高裁は憲法で大統領の連続再選を禁じた判例の解釈を変更し、ブケレ再選への道を開いた。
2022年3月、犯罪を重ねる「マラス」と総称されるギャング組織対策として、国家に非常事態宣言を発令した。市民権に一部制限を加え、警察のみならず軍を投入してマラスの摘発に取り組み、6万人以上を逮捕した。2023年1月の発表に拠れば、これにより翌2022年の国の犯罪件数・犯罪率は激減したとされる。
また、増加する受刑者に対応するために、2023年には4万人を収容できるテロリスト拘禁センター（CECOT）を設立。多数のギャング組織構成員を収容し、成果を誇示した。
2021年9月7日には世界で初めてビットコインを法定通貨に採用したが、その後1年で仮想通貨の価値が暴落し財政リスクを高める結果となり、2021年11月に発表した戦略都市『ビットコインシティー』の建設計画も大幅に遅れている。
2024年2月4日に予定されている次期大統領選挙への立候補を2022年9月15日に表明。エルサルバドル憲法では大統領の連続再選が事実上禁じられ、一部憲法学者からは違憲であるとの見解があったものの、最終的には2023年11月上旬に最高裁によって立候補への法的要件を満たしていることが確認された。11月30日に立法議会よりフェリックス・ウジョア副大統領と共に選挙活動のための6カ月の休暇が承認され、その間の大統領代行にはブケレの私設秘書であるクラウディア・ロドリゲス・デ・ゲバラが就くことも承認された。大統領選挙では開票率31％の時点で暫定値ながら83％を得票し、85％以上を得票したとして早々に勝利宣言を行った。
2024年6月1日、大統領職に復帰し2期目が始まった。就任式にはアルゼンチンのハビエル・ミレイ大統領、元アメリカ合衆国大統領のドナルド・トランプの息子ドナルド・トランプ・ジュニアらが出席した。

## ヌエボ・クスカトラン市長として
2011年、ブケレはビジネスマンとしての「快適な領域」（su zona de confort）から抜け出すために、FMLNのメンバーとして政界に入ると発表した。2012年に正式に党に入党し、ヌエボ・クスカトラン（サンサルバドル都市圏の一部であるラ・リベルタッド県の自治体）の市長選に立候補した。ブケレの選挙運動は民主変革党の支援を受けた。2012年3月11日、彼は51.67パーセントの得票率でヌエボ・クスカトラン市長に選出され、予備選挙で民族共和同盟（ARENA）のトマス・ロドリゲスを破った。ブケレは2012年5月1日、国内最年少の市長として就任した。
ブケレ市長は市の若者向けに奨学金制度を創設し、自身の給料2,000ドルを寄付してこの制度の資金に充てた。ブケレ市長は2014年8月27日、高度10万フィート（3万メートル）まで高高度気球を打ち上げエルサルバドルの写真を撮るプロジェクト「スフィアPM」を立ち上げた。彼は、スフィアPMの目標は科学技術教育を促進し、市の若者に犯罪を思いとどまらせることだと述べた。ブケレ市長は2014年11月31日の世界都市デーの一環として、ヌエボ・クスカトラン市長として取り組んできたプロジェクトについて国連本部で講演した。2015年1月21日、彼はヌエボ・クスカトランとウイスカル、アンティグオ・クスカトランを結ぶ170万ドルの大通りを開通させた。ブケレは市長としての活動の多くをベネズエラの石油会社ベネズエラ国営石油会社（PDVSA）が所有するALBA Petróleosからの資金提供で行った。

## サンサルバドル市長として
2014年8月、ブケレは2015年の選挙でサンサルバドル市長に立候補すると発表した。彼の立候補は、同年8月19日にFMLN事務局長メダルド・ゴンザレスによって確認された。ブケレは、選挙活動に集中するため、2015年2月10日にヌエボ・クスカトランの行政を市議会議員ミシェル・ソルに委任した。エルサルバドル進歩党の支援を受けた選挙活動中、FMLNの党指導部はブケレを党の「至宝」（ジョヤ・デ・ラ・コロナ）と呼んだ。ブケレの選挙運動では、「歴史を変えなければならない」や「共に前進しよう」などのキャッチフレーズを使って若い有権者の支持を集めた。彼の主要な対立候補は、実業家でARENAの立法議会議員であるエドウィン・サモラだった。ブケレは選挙前の世論調査でサモラをリードしていた。彼は2015年3月1日に50.38パーセントの票を獲得してサモラを破り、5月1日に就任した。ブケレは従兄弟のハッサンと異母兄弟のヤミルをサンサルバドル市議会の行政職に任命した。この任命はARENAとFMLNの政治家から批判された。
ブケレは市長として、市の歴史的な中心街を再活性化し、犯罪と闘うための「再編」（reordenamiento）を開始した。ブケレは就任した日に、サンサルバドルの2つの通り（ロベルト・ダブイソン市長通りとホセ・アルトゥーロ・カステリャーノス通り）の名前を、それぞれサンアントニオ・アバド通りとベネズエラ通りに復帰させた。どちらの名前も、ブケレの前任者であるノーマン・キハノによって変更されていた。サンサルバドル市議会議員となったサモラは、名前が戻されたのは最初の改名手続きに欠陥があったためだと述べた。彼はさらに、ホロコーストから逃れるため4万人の中央ヨーロッパ系ユダヤ人に偽造エルサルバドルのパスポートを提供したカステリャーノスに敬意を表して別の通りの名称も付けられると付け加えた。ブケレは2016年6月にカステリャノスに敬意を表してAvenida Norteと改名した。
2016年12月、ブケレは露天商に事業所の移転を促すためクスカトラン市場を開設した。市場があるにもかかわらず、多くの露天商は移転を拒否した。市場はギャング支配地域にあったため、建設を計画するためにギャングと交渉したと非難する者もいた。2016年1月、ブケレは「サンサルバドル100%イルミネーション」キャンペーンを開始し、「サンサルバドルのあらゆる場所に明かりを灯す」ことで市内の犯罪と闘い、同年5月までにキャンペーンを完了した。また、犯罪の影響が深刻なサンサルバドルの一部地域に監視カメラを設置した。ブケレ市長は2017年10月に改装されたダウンタウンのジェラルド・バリオス広場をオープンし、2018年4月には新しいダウンタウンのリネアル広場をオープンした。
ブケレは、サンサルバドルの若者がギャングに加わるのを防ぐため、自身の給料で運営するダルトン・プロジェクトと呼ばれる奨学金制度を創設した。ブケレはまた、サンサルバドルの小学校を近代化するためにマイ・ニュー・スクール・プロジェクトを創設した。2015年5月、彼はパナマ市のホセ・ブランドン市長とサンサルバドルとパナマ市との姉妹都市関係を結ぶ協定に署名した。ブケレは2015年11月、サンサルバドルの若者のスポーツを促進するため、スペイン全国プロサッカーリーグと協定を締結した。

### トロールセンター事件について
2016年1月、エル・ディアリオ・デ・オイ紙とラ・プレンサ・グラフィカ紙は、デジタルプログラミング会社ブンカーが2015年6月に両紙のミラーサイトを作成し、評判を傷つけるために虚偽の情報を掲載したと報じた。両紙はこの事件をサイバー攻撃と表現した。その後の検事総長室（FGR）による捜査で、ブケレはツイッターユーザーにミラーサイトの作成を指示したとされている。ブケレはミラーサイトの作成への関与を否定した。この事件は「トロールセンター」事件として知られるようになった。この事件に関連して5人が起訴されたが、2017年12月に告訴は取り下げられた。
ブケレ氏は2017年7月4日、ラ・プレンサ・グラフィカ紙を相手に600万ドルの損害賠償を求めて訴訟を起こした。同紙がサイバー攻撃の報道で「誤って」（falsamente）ブケレ氏をトロールセンター事件に結び付け、「ブケレ氏のイメージを傷つけた」（dañó la imagen del señor alcalde）として名誉を傷つけ、中傷したと主張した。同月後半、裁判所はブケレ氏の訴訟を棄却し、他の3つの裁判所も控訴を棄却した。2018年12月、FGRは、ブケレ氏の携帯電話とサイバー攻撃を結び付けるとされる情報を調べたと発表した。

### FMLNからの追放
ブケレとFMLNの関係は、彼がサンサルバドル市長に就任してから悪化し始めた。彼はツイッターで他の党員と衝突し、FMLNの党首に頻繁に抵抗した。ブケレは、2014年に選出されたエルサルバドルのFMLN大統領サルバドール・サンチェス・セレンを強く批判した。彼は、FMLN主導の政府がルイス・マルティネスを国の検事総長に再任した場合、2015年に党を離れると脅し、マルティネスを「ギャングで、非常に腐敗しており、最悪」と評した。FMLNは態度を軟化させてマルティネスを交代させ、ブケレは後に、離党の脅しは「はったりだった」と認めた。
サンサルバドルFMLN党員ショチトル・マルチェリは2017年9月、ブケレが彼女を「裏切り者（maldita traidora）」や「魔女（bruja）」と呼び、リンゴを投げつけたと主張した。ブケレは2017年10月7日のFMLN倫理法廷に出席せず、法廷はマルチェリに有利な判決を下したと述べた。2017年10月10日、ブケレは党に対して「名誉毀損行為（actos difamatorios）」を行い、女性の権利と党の規約に「無礼（irrespeto）」を示し、党員に対して「失格となる発言（comentarios descalificadores）」をしたと法廷で判断され、党から除名された。マルチェリは特別捜査裁判所を通じてブケレを訴えたが、2018年10月に健康上の理由からこれ以上この件を追及しない旨の書簡を裁判所に送った。マルチェリの撤退にもかかわらず、連邦地方裁判所は事件を進め、2019年3月29日、特別量刑裁判所はブケレを無罪とした。
2018年の議会および地方選挙では、ブケレ氏が除名される前に再選される見込みだったが、FMLNは1994年（党の初選挙）以来最悪の成績となり、立法議会で6議席、地方自治体で16議席を失った。選挙中、ブケレ氏は全国の支持者に対し、FMLNを支持するのではなく、投票を無効にしたり、選挙日に家に留まったりするよう呼びかけた。2019年2月、FMLNの大統領広報担当ロベルト・ロレンザーナ氏は、ブケレ氏の除名は党の票を失う失策だったと述べた。

### 2019年の大統領選挙
サンサルバドル市長としてのブケレの人気から、一部のジャーナリストは彼が2019年に大統領選に出馬すると信じていたが彼はそれを否定した。彼は最終的にFMLNから大統領選に出馬することに興味を示したが、同党は彼を副大統領候補として検討することすら望まなかった。彼はソーシャルメディアに、FMLNが彼を追放したと書き、国の政治体制を拒否する独立した政治家として自分自身を描写した。
2017年10月15日、ブケレは2019年に大統領選に出馬し、新政党を結成する意向を発表した。彼は2017年10月25日にソーシャルメディア上でヌエバス・イデア党の設立を発表し、ヌエバス・イデア党はARENAとFMLNを権力の座から排除することを目指すと述べた。大統領選挙運動中、ブケレとユーチューバー、ブロガー、ネット荒らしのネットワークはARENAとFMLNの信用を失墜させようとした。ブケレは「誰も盗まなければお金は十分ある」や「盗まれたものは返せ」などのスローガンを使って、この2つの政党を汚職にまみれた歴代大統領の政府と結び付けようとした。彼の選挙公約には、汚職と闘う国際委員会の設立、国境を越えた鉄道と新空港の開発、エルサルバドル人のための雇用機会、犯罪の削減などが含まれていた。
ブケレがヌエバス・イデア党から大統領選に出馬するためには、同党を最高選挙裁判所（TSE）に登録しなければならなかった。ヌエバス・イデア党は登録に十分な署名を集めていたが、ブケレはTSEが2018年7月29日の大統領候補指名締め切りまでに同党を登録しないだろうと考えていた。ブケレは民主変革党のメンバーとして登録し、締め切り前に同党の大統領候補指名を求めたが、TSEは締め切りの4日前に同党の登録を取り消した。民主変革党は2015年の議会選挙で5万票以上を獲得できなかったためである。2018年7月29日、ブケレは右派の 国民統一大同盟（GANA）に登録し、同党の大統領候補指名を受けた。彼は弁護士のフェリックス・ウジョアを副大統領候補に選んだ。
ブケレは選挙運動中、支持者とのコミュニケーションをとるため、フェイスブック、インスタグラム、ツイッターなどのソーシャルメディアを多用した。彼は2018年12月と2019年1月の2回の大統領選討論会には（参加すると述べていたにもかかわらず）いずれにも出席しなかった。討論会のルールが説明されなかったためである。ブケレは選挙の最有力候補であり、事実上全ての世論調査で大幅な差をつけてリードしていた。彼の対立候補3人は、スーパーマーケットチェーン「スーパーセレクトス」を所有する実業家でARENAのカルロス・カジェハ、 FMLN の元外務大臣ウーゴ・マルティネス、実業家でバモスのホセ・アルバラードであった。2019年2月3日の選挙日、ブケレは53.1%の得票率でカジェハ、マルティネス、アルバラドを破った。彼は、ARENAやFMLNのメンバーではないホセ・ナポレオン・ドゥアルテ（1984-1989）以来、初めて大統領に選出された候補者となった。

## 大統領として

### 就任式
ブケレの初の大統領就任式は2019年6月1日に行われた。彼は37歳でエルサルバドルの第81代大統領となり、同国最年少の大統領となった。ブケレは就任式を立法議会のブルールーム（会議室）ではなく、国立宮殿（サンサルバドル市長時代にブケレが改装）にあったことから、国民中心の大統領というイメージを演出するためにそこで行った。ブケレの支持者たちは、紹介された立法議会議員たちにブーイングや野次を浴びせた。彼は男性8人と女性8人からなる16人の内閣を発表した。
ブケレの2度目の大統領就任式は2024年6月1日、再び国立宮殿で行われた。就任式では、エルサルバドル軍（FAES）が武力誇示として軍事パレードを実施し、ブケレはベネズエラの解放者シモン・ボリバルのイメージを呼び起こす金の縁取りが施されたナポレオン風のジャケットを着用した。彼は2度目の就任式を「我が国の近年の歴史の中で最も重要な瞬間」（el momento más importante de nuestra historia reciente）と表現した。

### 犯罪対策
ブケレは大統領選挙運動中、エルサルバドルのギャング暴力に終止符を打つと約束した。エルサルバドルはギャング暴力により世界で最も危険な国の一つと考えられていた。エルサルバドルの暴力犯罪のほとんどは、 MS-13と18番街ギャング（バリオ18）によって犯された。これらはエルサルバドル最大のギャングだが、どちらもロサンゼルス発祥で、前者は1980年代に内戦から逃れてきたエルサルバドル難民によって結成され、後者は1960年代にメキシコ移民によって結成された。ギャング暴力の多くは、所得格差、貧困、劣悪な学校、雇用機会の欠如、高度な都市化に起因している。
エルサルバドルの殺人率は2015年に10万人あたり107件でピークに達した。同国の殺人率は2019年までに10万人あたり38件に減少したが、依然として世界で最も高い水準にある。ギャングはエルサルバドルの一部を支配し、事業主にレンタ（みかじめ料）を支払わせ、かばんを持たなければ暴力を受けると命じた。2019年初頭、エルサルバドルには推定67,000人のギャングのメンバーがいた。ブケレ大統領は大統領在任中、犯罪に対する厳しい政策を制定した。学者たちは、この政策は恣意的な逮捕や広範囲にわたる人権侵害と引き換えに、ギャングの活動や暴力犯罪を効果的に減らしたと特徴づけている。

#### 領土管理計画
2019年6月19日、ブケレ大統領は、政府がギャングの資金を断つために7段階の治安地域管理計画を実施すると発表した。計画はその日の深夜に始まった。「準備」と呼ばれる第1段階では、エルサルバドル軍と国家警察（PNC）の治安部隊のメンバーが、ギャングが家賃を徴収していることが知られている国内262の自治体のうち12の自治体に駐留することになっている。政府はまた、国内28の刑務所に一時的な非常事態を宣言し、刑務所を封鎖して訪問者を禁止した。
「機会」として知られる計画の第2段階は2019年7月に始まり、犯罪傾向のある若者が犯罪行為に従事するのを防ぐためのプログラムとイニシアチブの創出を求めた。プログラムとイニシアチブには、奨学金の創設、学校やスポーツセンターの建設、医療の改善が含まれていた。ブケレは、この段階を実施するために社会構造再活性化ユニットを設立した。「近代化」として知られる第3段階は2019年8月に始まり、国の治安部隊が使用する装備の改善を求めた。これには、治安部隊への新しい武器、装備、ヘリコプター、ドローンの支給が含まれていた。「侵入」として知られる第4段階は、治安部隊がアクセスが困難であると考えられていたギャングの存在が多い地域のパトロールを開始した2021年7月に始まった。
「抽出」として知られる第5段階は、2022年11月に始まった。治安部隊は「大都市を包囲し、コミュニティ内に潜んでいるテロリスト（ギャングのメンバー）を、逃げる可能性を一切与えずに抽出する」よう命じられた。第6段階（「統合」として知られる）は、ブケレ大統領が貧困と失業と闘うために国家統合ディレクトリを設立した2023年9月に始まった。まだ実施されていない第7段階の詳細は極秘で公表されていないが、その内容は「可能性」と呼ばれており、第１段階から第6段階で失敗した時に発動するとされている。
エルサルバドルの殺人率はブケレ大統領の任期中毎年減少しており、この減少傾向は2016年に始まった。エルサルバドル政府によると、同国の殺人率は2019年には10万人あたり38人、2020年には10万人あたり19.7人、2021年には10万人あたり17.6人、2022年には10万人あたり7.8人、2023年には10万人あたり2.4人、2024年には10万人あたり1.9人となっている。ブケレ大統領はこの減少を自身の治安政策のおかげだとしている。人権弁護士で中央アメリカ人権擁護委員会の元ジェネラルコーディネーターであるセリア・メドラノ 氏によると、毎日の殺人記録への「一般公開がない」（no hay acceso público）ため、エルサルバドル政府の殺人統計を検証することは「不可能」（imposible）である。メドラノ氏はまた、拘留中の死亡は殺人として登録さ、れていないと述べた。集団墓地で発見された遺体、行方不明者、警察との遭遇で殺害された人々も、政府の殺人統計には含まれていない。2024年7月、当時の元アメリカ合衆国大統領ドナルド・トランプ氏は、ブケレ政権がエルサルバドルの犯罪率を下げるために米国に犯罪者を「輸出」していると虚偽の非難を行った。

#### ギャングとの交渉疑惑
2020年7月、国際危機グループ（ICG）は、ブケレ大統領の就任1年目に殺人事件が減少した理由は、政府とギャング団の間の「静かな非公式な合意」による可能性があるとする分析を発表した。エルサルバドル政府はICGの主張を否定し、ICGは主張を裏付ける証拠はないと述べた。
2020年9月エルサルバドルのデジタル新聞エル・ファロは、ブケレ政権がMS-13と秘密交渉を行っていると非難した。エル・ファロの報道によると、政府は殺人事件の減少と2021年の議会選挙でのヌエバス・イデアスへの支援と引き換えに、MS-13に刑務所内での自由を与えることに同意したという。ブケレはエル・ファロの主張を否定し、2020年4月の刑務所での取り締まりで窮屈な環境で一斉に拘束されたギャングのメンバーの写真をツイッターに投稿した。
2021年12月8日、アメリカ合衆国財務省は、ブケレ政権がMS-13およびバリオ18と秘密裏に交渉し、国内の殺人率を下げようとしていたと非難した。財務省は、ブケレ政権が両ギャングに「金銭的インセンティブを提供」し、両ギャングが国内の殺人率を下げ、その年の初めに行われた選挙でヌエバス・イデアスを支持するよう保証したと述べ（前年のエル・ファロの告発と同様）、ギャングとの交渉を行ったとしてオシリス・ルナ・メサ（刑事施設総局長兼法務副大臣）と社会構造再活性化ユニット議長カルロス・マロキン・チカに制裁を科した。ブケレは財務省の告発を否定し、米国はエルサルバドルに協力ではなく「絶対服従」を求めたと述べた。アメリカ合衆国司法省はまた、ブケレ政権が交渉の一環として2019年から2021年の間にギャングのリーダーたちを釈放したと非難した。その中には、インターポールの逮捕状が出ていたにもかかわらず2021年2月に釈放されたエルマー、エル・クルック、カナレス・リベラも含まれている。ブケレは司法省の非難を否定している。

#### ギャングの取り締まり
2022年3月25日から27日まで、エルサルバドルのギャングは87件の殺人を犯した。3月26日だけで62件が犯され、エルサルバドル内戦（1979年～1992年）終結以来、エルサルバドル史上最悪の死者数となった。フロリダ国際大学の研究ディレクター、ホセ・ミゲル・クルスは殺人事件は政府とギャング間の秘密休戦の決裂によるものだとしたが、ブケレ大統領は休戦を否定した。クルスは、殺人事件は秘密休戦の一環として、ギャングから政府にさらなる譲歩を求めるメッセージだと信じていた。
立法議会は2022年3月27日に30日間の非常事態を宣言した。正式には「例外状態」（régimen de excepción）と呼ばれ、「ギャングとの戦い」としても知られている。非常事態は、集会の自由、結社の自由、通信におけるプライバシーの権利、逮捕理由を知らされる権利、黙秘権、法的代理権を含む憲法上の権利を停止した。逮捕された個人が逮捕後72時間以内に裁判官に面会しなければならないという要件も停止された。軍は政府の支配権を再び確立するためにギャングが支配する地域に動員され、国中でギャングのメンバーと疑われる人々を大規模に逮捕した。いくつかのケースでは、ブケレは治安部隊に特定の自治体を封鎖してその中のすべてのギャングのメンバーを捕らえるよう命じた。 2024年10月までに、アポパ、カバーニャス、コマサグア、ヌエボ・コンセプシオン、サン・マルコス、南部チャラテナンゴ、ソヤパンゴで２回封鎖が実施された。
ブケレは投獄されたギャングのメンバーを脅迫している。取り締まりが始まった当初、彼は政府が投獄されたギャングのメンバーの所持品を押収し、マットレスを取り上げ、食料を配給したとツイートした。ブケレはまた、床で寝て食料と衛生状態の悪さについて不平を言う囚人のビデオを投稿した。彼は、報復殺人の噂を引用し、ギャングが取り締まりに報復しようとした場合、2022年4月に彼らに完全に食料を奪うと脅した。2022年6月にバリオ18のメンバーがサンタアナで3人の警察官を殺害した後、ブケレは記者会見で、ギャングは警察に対する「待ち伏せ」に対して「高くつくことになるだろう」と述べた。政府は2022年11月から、亡くなったギャングのメンバーの墓石が「聖地」になるのを防ぐために、墓石の破壊を開始した。ブケレは墓石の破壊を第二次世界大戦後のドイツにおける非ナチ化に例えた。彼はエルサルバドルの親たちに、ギャングは「刑務所か死」につながるので、子供たちをギャングから遠ざけるように警告した。
取り締まりが始まって間もなく、ブケレは2万人収容の新しい刑務所の建設を呼びかけた。また、彼は2022年7月にテコルカに4万人収容のテロリスト収容センター（CECOT）を建設すると発表した。これは世界最大級の刑務所である。2023年2月、ブケレはツイッターに、自身と閣僚が刑務所を視察する動画を投稿した。刑務所には250人の警察官と600人の兵士が勤務し、面積は410エーカー（170ヘクタール）に及ぶ。ブケレは2024年2月24日、刑務所の最初の2000人の囚人を移送する動画をツイッターに投稿し、翌月にはさらに2000人の囚人を移送する同様の動画を投稿した。2024年6月11日までに、CECOTには少なくとも14,532人の受刑者が収容されていた。
国連人権高等弁務官事務所の報道官リズ・スロッセルは、ギャング取り締まり中のエルサルバドル治安部隊の行動を「不必要で過剰な武力行使」と呼んだ。ヒューマン・ライツ・ウォッチは、ギャング取り締まり中にエルサルバドル当局が恣意的逮捕、強制失踪、虚偽の自白、警察拘留中の死亡などの人権侵害を犯しているという「証拠」と「信憑性のある申し立て」が積み重なっていると述べた。アムネスティ・インターナショナルは翌月、エルサルバドル政府が囚人に対する拷問を含む「大規模な人権侵害」を犯していると述べた。
2024年6月、ブケレはタイム誌に対し、エルサルバドルの治安状況は持続可能なものとなり、自身と政府は「近い将来」に非常事態を終わらせたいと考えていると語った。2025年1月29日までに、非常事態は立法議会によって35回延長された。同日までに、84,200人以上のギャング容疑者が逮捕され、ヒューマン・ライツ・ウォッチによると、そのうち3,319人が未成年だった。大規模な逮捕により、エルサルバドルの刑務所の収容者数は2020年の37,190人から2023年12月までに105,000人以上に増加した。エルサルバドルは人口の1.7%が刑務所におり、世界で最も高い収監率を誇っている。また、2024年11月までに、政府が無実であると判断した8,000人以上が釈放された。人権団体によると、2024年12月までに少なくとも354人が拘留中に死亡した。2022年5月から2023年6月の間に行われたいくつかの世論調査によると、エルサルバドル人の80〜90％がギャング取り締まりと政府によるギャング対策を支持していることが示された。

### 政治危機
2019年11月、ブケレは領土管理計画の第3フェーズに充てる資金として、中米経済統合銀行から1億900万ドルの融資を確保しようとし始めた。ARENAとFMLNが支配する議会は、融資を評価するためにもっと時間を与えるよう彼に求めた。2020年2月6日、ブケレは国の憲法第167条を引用し、融資を承認するために立法議会の緊急会議を招集した。彼は、2月9日に予定されていた緊急会議中に、支持者らに立法議会の周りに結集するよう呼びかけた。ブケレは会議当日、議員らに融資を承認するよう圧力をかけるため、兵士40人を立法議会の会議室に送り込んだが、定足数に達しず、融資は承認されなかった。野党政治家たちはこの危機を「自主クーデター」と表現し、エルサルバドルでは「9F」または「エル・ ブケラソ」として知られている。
2021年の立法選挙では、ヌエバス・イデア党が立法議会で圧倒的多数の議席を獲得した。2021年5月1日、ヌエバス・イデア党はGANA、国民連合党（PCN）、キリスト教民主党（PDC）と連立政権を樹立した。その日、連立政権は最高裁判所憲法裁判所の判事5人とラウル・メララ検事総長を解任する投票を行った。判事らはブケレの同盟者5人に交代し、メララの後任にはロドルフォ・デルガドが就任した。エルサルバドルでは「1M」として知られるこの粛清は、ジャーナリストや野党政治家によって「自己クーデター」や「権力掌握」と評され、米国によって非難された。

### 新型コロナウイルス対策
ブケレは、世界保健機関（WHO）のテドロス事務局長がCOVID-19の流行をパンデミックと宣言した直後の2020年3月11日に、「国土全体の隔離」（cuarentena en todo el territorio nacional）を課す大統領令を発令した。隔離措置では、21日間にわたり全ての学校活動を停止し、外国人の入国を禁止し、入国者全員に30日間の隔離を義務付けた。ブケレは、2020年3月18日にエルサルバドルで最初のCOVID-19の症例を確認した。同国でこの病気による最初の死者は3月31日に記録された。2023年5月5日、汎米保健機構はパンデミックの終息を宣言した。WHOによると、2023年9月27日現在、エルサルバドルでは2023年6月2日までに201,807人のCOVID-19感染者が確認され、4,230人が死亡した。WHOは、その日までにエルサルバドルで11,426,688回分のCOVID-19ワクチンが接種されたと報告した。
2020年3月21日、ブケレはパンデミック対策として30日間の全国的なロックダウンを実施した。ロックダウン中、国家警察はロックダウン命令に違反したとして4,236人を逮捕した。うち70人はロックダウン命令が公表される前に逮捕された。逮捕者は「隔離センター」に隔離された。ヒューマン・ライツ・ウォッチなどの人権団体は、警察による恣意的な逮捕や虐待の事例を挙げ、逮捕を批判した。2020年4月に国内の刑務所でロックダウンが実施され、窮屈な姿勢で並べられた囚人の画像が公開された際、ヒューマン・ライツ・ウォッチは刑務所の生活環境を「非人道的」と呼んだ（特にパンデミックを考慮すると）。
2020年5月27日、米国はエルサルバドルに人工呼吸器250台を寄贈した。ブケレは人工呼吸器を受け取った記者会見で、予防としてヒドロキシクロロキンを服用していると述べ、「世界の指導者のほとんどが予防としてヒドロキシクロロキンを使用している」と付け加えた。ブケレは2020年6月22日、旧国際見本市・会議センターの跡地に、ラテンアメリカ最大のCOVID-19患者専用病院であるエルサルバドル病院の開院式を行った。この病院は400床、105の集中治療室、295の中等治療室を備え、240人の医師が勤務していた。2020年8月、病院の収容能力は575床増加した。2022年6月までにCOVID-19以外の病気の治療も開始した。2021年4月、ブケレはエルサルバドル病院にワクチン接種センターを開設し、1日あたり最大1万回分のCOVID-19ワクチンを接種できるようにした。センターは接種回数が減少したため、2022年8月に閉鎖された。
エルサルバドルのCOVID-19ワクチンのほとんどは米国と中華人民共和国から寄付された。2021年5月13日、ブケレはホンジュラスの7つの町の市長からのワクチン接種の懇願を受けて、34,000回分のCOVID-19ワクチンを寄付した。エルサルバドルは当時190万回分を受け取っていたが、ホンジュラスが受け取っていたのは59,000回分だけだった。エル・ファロ紙の記者ガブリエル・ラブラドール氏はエル・パイス紙に対し、ブケレがホンジュラスに寄付したのは中米での自身のイメージを向上させるためだと語った。

### 経済政策

#### ビットコインの導入
ブケレは2021年6月5日のビットコイン2021カンファレンスで、ビットコインを法定通貨にする法案を立法議会に提出すると発表し、短期的には「雇用を創出」し「金融包摂」を促進すると述べた。立法議会は3日後に法案を承認した。世界銀行は、ビットコインの法定通貨としての導入を支援するというエルサルバドル政府の要請を、透明性とビットコインマイニングの環境影響に関する懸念を理由に拒否したが、アテナビットコインは100万ドルを投資して1,500台のビットコインATMを設置すると発表した。これにより、ユーザーは米ドルをビットコインに、またはその逆の交換が可能になる。
ビットコインは2021年9月7日にエルサルバドルで法定通貨となった。エルサルバドルは法定通貨を導入した最初の国となった。ビットコインは2001年に導入され、エルサルバドルのコロンに取って代わった米ドルと並んで法定通貨となった。約1,000人がサンサルバドルの街頭でデモを行い、同国のビットコイン導入に抗議した。
ビットコインが法定通貨になる前日、ブケレはエルサルバドル政府が最初の200ビットコインを購入したと発表した。経済学者のスティーブ・ハンケ氏は、ビットコインの導入によりエルサルバドルは「世界で最も深刻な国家債務」を抱えていると述べ、他の経済学者は、エルサルバドルが債務不履行に陥る可能性が高いと予測した。ビットコインの価格が2023年12月に44,000ドルに上昇すると、ブケレはエルサルバドルのビットコインへの投資が損益ゼロになったと発表した。2024年3月、彼はエルサルバドルがビットコインで50%の利益を上げたと述べた。ブケレはツイッターで報道機関を揶揄し、エルサルバドルのビットコイン損失について「文字通り何千もの記事」があったが、同じ報道機関は今「完全に沈黙している」と述べた。2025年1月19日までに、エルサルバドル政府は6億1,120万ドル相当の6,043ビットコインを保有していた。
2021年11月、ブケレはラ・ウニオン南東部のコンチャグア火山の麓にビットコイン・シティを建設する計画を発表した。この都市は地熱エネルギーを利用してビットコインの採掘を行う予定だ。エルサルバドル適正技術センターのリカルド・ナバロ所長はこの計画を批判し、「環境災害」につながると付け加えた。ブケレは2022年5月、ビットコイン・シティと計画中の空港の模型の画像をツイッターで公開し、この都市には「所得税なし、固定資産税ゼロ、調達税ゼロ、市税ゼロ、CO2排出量ゼロ」になると述べた。2023年12月、立法議会は、個人がエルサルバドルにビットコインを寄付することでエルサルバドルの市民権を購入できるようにする法律を可決した。
2024年12月18日、国際通貨基金（IMF）は、エルサルバドル政府がビットコイン法からいくつかの譲歩をするのと引き換えに、エルサルバドルに14億ドルの融資を行うことに合意した。譲歩には、企業にビットコインを支払いとして受け入れることを義務付けないこと、ビットコインを税金の支払いとして受け入れないこと、政府が購入するビットコインの数を減らすことなどが含まれていた。融資が承認された翌日、国立ビットコイン事務所の所長であるステイシー・ハーバートは、エルサルバドルは引き続き「加速した速度」（ritmo acelerado）でビットコインを購入すると述べ、政府は当時総額100万ドル以上の価値がある11ビットコインを購入した。

#### 経済計画
ブケレは2度目の就任式で、2期目は「苦い薬」（medicina amarga）でエルサルバドル経済の改善に重点を置くと述べた。2024年7月、ブケレは価格つり上げに関与した販売業者、輸入業者、流通業者を大量に逮捕すると脅した。同月後半、大統領は6段階の経済計画（Plan Económico）の開始を発表した。第1段階は「給食」（Alimentación）と呼ばれ、30の食糧配給センターの設立と、10年間にわたる特定の農産物輸入に対する関税の撤廃が含まれていた。第2段階は「技術」（Tecnología ）と呼ばれ、エルサルバドルにデータセンターと技術パークを建設した。ブケレは、自身の経済計画により4,000人の雇用が創出されると主張した。「ロジスティクス」（Logística）として知られる第3段階では、アカフトラ港とラ・ウニオン港の近代化に16億ドルが投資され、トルコ企業のユルポート・ホールディングスが50年間にわたり港を運営することになった。
2024年9月15日、ブケレは、2025年度の政府予算には「経常支出のための債務は1セントも含まれない」（solo centavo de deuda para gasto corriente）と述べ、予算の支払いのために外資からの借り入れは行わないとした。10月16日、エルサルバドルとJPモルガンは、債務と自然保護の交換の一環として、同国の債務10億3000万ドルを再編することで合意した。ブケレは、これを「経済成長に対する政府の公約の再確認」と表現した。この合意では、エルサルバドルはレンパ川周辺の環境保全に3億5200万ドルの節約分を割り当てる。ブケレは、2024年に3回、2034年までに償還期限を迎える数十億ドル相当の国債を買い戻すことを提案した。
2024年11月、中米経済統合銀行は、インフラプロジェクトの資金としてエルサルバドル政府に6億4600万ドルを供与すると発表した。ブケレは、銀行の支援がエルサルバドルの「経済的離陸」（despegue económico）に役立つと述べた。その月の後半、ブケレはXに、金の採掘を支持し、「エルサルバドルを変革できる富」と表現した。さらに、同国の金属採掘禁止を「ばかげている」と述べた。2017年に採掘禁止の実施を支持したカトリック教会は、環境への懸念を理由にブケレに禁止を撤回しないよう求めた。立法議会は2024年12月23日に禁止を撤回し、何百人ものエルサルバドル人が禁止令の撤廃に抗議した。

### 外交政策
ブケレは2019年6月ベネズエラの大統領選危機の際、政府はニコラス・マドゥロをベネズエラの大統領として認めず、代わりにフアン・グアイド氏をベネズエラの正当な大統領として認めると述べた。同年11月3日、彼はマドゥロが任命したベネズエラの外交官をエルサルバドルから追放した。ブケレはマドゥロを独裁者とみなしている。ブケレは2024年のベネズエラ大統領選挙の結果を「詐欺」（fradue）として拒否し、「本当の選挙」（elecciones de verdad）が行われない限りベネズエラとの関係を修復しないと述べた。
ブケレは2020年11月、ペルーのメリノ大統領の政権を承認せず、メリノ政権を「クーデター主義者」（ゴルピスタ）と呼んだ。ブケレと立法議会は、複数の政府から不正とみなされた2021年のニカラグア総選挙の結果を非難した。エルサルバドルは2022年以来、米州機構におけるニカラグア批判決議を棄権しており、ブケレ政権は「不干渉」（no injerencia）を正当化の理由として挙げている。2024年、エルサルバドルは、エクアドルがキトのメキシコ大使館を襲撃して元エクアドル副大統領ホルヘ・グラスを逮捕したとしてエクアドルを非難する米州機構決議を棄権した唯一の国であった。
2022年2月、ブケレはロシアのウクライナ侵攻についてジョー・バイデン米大統領が「大言壮語」していると非難した。ブケレは同月後半に侵攻が始まった際、ツイッターでビットコインや債券について投稿しただけで、それについてはコメントしなかった。エルサルバドルは2022年を通じて、ロシアのウクライナ侵攻を非難する国連決議への投票を棄権した。ブケレは10月7日の攻撃を非難し、ハマスを「野蛮な獣」であり「パレスチナ人を代表していない」と表現し、同グループをMS-13になぞらえた。彼は「パレスチナの人々にとって最善のことはハマスが完全に消滅することだ」とツイートした。
2024年3月、ブケレは国連安全保障理事会の支援を得てハイチのギャング抗争を「解決」するためのミッションを派遣することを提案した。2024年10月、エルサルバドルはハイチ多国籍安全保障支援ミッションに街頭パトロールと空中監視を行う兵士を提供することに同意し、最初のエルサルバドル兵士は2025年1月3日にポルトープランスに到着した。

#### 米国との関係
2019年9月のブケレ大統領とトランプ大統領の会談で、ブケレはトランプに対し、不法移民と戦うために合法的な移民を推進し、米国在住のエルサルバドル人に対する米国の一時的保護ステータス（TPS）政策を維持するよう求めた。翌月、ブケレは米国がエルサルバドル人に対するTPSを継続することを確認した。2021年2月、バイデン大統領はブケレ大統領と会うために予告なしにワシントンDCに到着したが、面会を拒否した。ブケレは、米国政府による汚職と人権侵害の疑惑に対する不満から、2022年6月の第9回米州首脳会議には出席しなかった。
民主党員の中にはブケレ政権を批判する者もおり、共和党員は彼と彼の政策を支持している。ブケレとカリフォルニア州第35選挙区を代表する米国議会議員のノーマ・トーレスは、2021年4月にアメリカ南部国境での不法移民についてツイッター上で口論した。トーレスは2022年11月、ブケレが共和党の挑戦者マイク・カージャイルを支持することでその月の第35選挙区選挙に干渉したと非難した。2024年1月、14人の民主党議員がブケレの「権威主義的な」行動についてバイデンに書簡を送った。一方、トム・コットン、マット・ゲーツ、マルコ・ルビオなどの共和党議員はブケレの犯罪に関する政策を賞賛している。
第2次トランプ政権は、ブケレ大統領を中米からの米国への移民を緩和する上で重要な同盟者とみなしている。2025年2月、ブケレ大統領はルビオ国務長官に対し、有罪判決を受けたアメリカ人囚人を含む、エルサルバドル国籍以外の米国からの強制送還者を受け入れるよう提案した。ルビオ国務長官はこの提案を「世界でも前例のない異例の移民協定」と評した。ブケレは、これらの「危険なアメリカ人犯罪者」はCECOTに収監されると述べた。

#### 中国との関係
2018年、エルサルバドルは台湾との外交関係を断絶し、中華人民共和国を中国の正統政府として承認した。これにより、ブケレと米国は、中国がエルサルバドルとラテンアメリカの政治に干渉していると非難した。ブケレは大統領就任前に中国を批判していたが、フェリックス・ウジョア副大統領は2019年5月、ブケレ政権は台湾との外交関係を回復しないと表明した。2019年12月、ブケレ大統領は北京で中国共産党の習近平総書記と会談し、金額は不明だが中国と「巨大な」インフラ協定に署名した。エルサルバドルと中国は、エルサルバドル国立図書館（2023年11月完成）やエルサルバドル国立競技場（2023年11月着工）など、エルサルバドルのインフラプロジェクトで協力している。
2022年11月、ブケレ大統領はエルサルバドルと中国が両国間の自由貿易協定の交渉を開始したと発表した。中国はエルサルバドルに肥料と小麦粉を寄付し、エルサルバドル政府関係者によると、エルサルバドルの外債を購入することを申し出た。ブケレ大統領は、エルサルバドルは中国の経済力の「潜在力から孤立していた」ため、中国との自由貿易協定は「非常に重要」であると述べた。

### 政府の汚職疑惑
2020年11月、ブケレの政府機関20件がCOVID-19パンデミックに関連した汚職の疑いで検事総長室から捜査を受けたが、 2021年5月1日に検事総長が立法議会によって解任されたため捜査は中止された。米国はブケレの政府高官数名を汚職容疑で制裁対象にしている。対象にはハビエル・アルゲタ（大統領顧問）、オシリス・ルナ・メサ（刑事施設総長）、カルロス・マロキン・チカ（社会構造再建ユニット議長）、マルタ・カロリーナ・レシノス（首相）、ロヘリオ・リバス（元法務大臣）、エルネスト・サナブリア（報道官）、アレハンドロ・セラヤ（元財務大臣）などがいる。米国はまた、ギジェルモ・ガジェゴスやクリスチャン・ゲバラなど、ブケレの立法議会同盟者の一部を腐敗しているとみなした。これらの人物の一部は、米国国務省の「エンゲルリスト」に含まれており、これは「腐敗しており非民主的」であると見なされる中米の政治家や裁判官のリストである。ブケレは、この制裁とレッテルを「ばかげている」と述べた。2021年5月、米国はブケレ政権の腐敗と戦うために、エルサルバドルへの資金を政府機関から民間団体に転用した。
2021年11月11日、ブケレはエルサルバドルの政治への「外国の干渉を禁止する」ことを目的とした「外国エージェント法」を立法議会に提出した。フアン・カルロス・ビデガイン内務大臣によると、この法律は「国の安全、国家主権、社会的・政治的安定を保証する」ことを意図していた。ブケレは、この法律は米国の外国エージェント登録法（FARA）をモデルにしていると述べたが、批評家は、組織を閉鎖しジャーナリストを逮捕することで報道検閲を行うニカラグアの法律に似ているとしている。ヒューマン・ライツ・ウォッチは2021年12月16日、ジャーナリスト、弁護士、活動家のツイッターアカウント91件がブケレと政府機関によってブロックされたと報告した。2024年10月、調査報道ジャーナリストが、ブケレ大統領の最初の任期中に、ブケレと彼の3人の兄弟、妻、母親が900万ドル相当の不動産34件を購入したという記事を発表したとき、ブケレはジャーナリストを「愚か者」と呼び、汚職の容疑を否定した。

### 汚職防止政策
ブケレは2019年9月、麻薬密売、汚職、ホワイトカラー犯罪と闘う汚職対策委員会として、エルサルバドル不処罰反対国際委員会 (CICIES) を設立した。CICIESはエルサルバドル政府と米州機構 (OAS) によって運営され、国家警察と協力して汚職対策ユニットを結成した。ブケレは、米州機構がエルネスト・ムイショント氏を汚職対策顧問に任命した後、2021年6月にCICIESを解散した。エルネスト・ムイショント氏は、 2014年の大統領選挙中に、選挙詐欺と、ARENAに投票するようギャングのメンバーと違法に交渉したとしてエルサルバドル政府から告発された。彼は逮捕され、健康状態への懸念にもかかわらず、2024年4月に裁判を受ける予定だった。
2023年6月1日、ブケレは就任4年目を祝う演説の中で、政府が「汚職との戦い」（汚職との戦い）を開始すると述べた。彼は、テロリズム監禁センターに似た、ホワイトカラー犯罪で有罪判決を受けた個人のための刑務所を建設すると発表した。ブケレは、警察と軍が、ギャング取り締まりでギャングのメンバーを捕まえるのと同じように、ホワイトカラー犯罪者を逮捕すると述べた。彼はさらに、ロドルフォ・デルガード検事総長が反汚職キャンペーンの一環として、元エルサルバドル大統領アルフレド・クリスティアーニから最大6,800万ドル相当の資産を捜索し、没収している最中であると付け加えた。ブケレの汚職撲滅作戦中に起訴された他の人物には、エリック・ガルシア議員、ロレーナ・ペーニャ議員、アルベルト・ロメロ議員、国家安全保障顧問のアレハンドロ・ムイショント議員などがいる。
汚職との戦いが発表される前の最後の1年間である2022年、トランスペアレンシー・インターナショナルの汚職認識指数はエルサルバドルに100点満点中33点を与え、180カ国中116位にランク付けした。2023年2月のCID-ギャラップ世論調査によると、エルサルバドル人のわずか4％が汚職を同国の最も差し迫った問題だと考えている。

### 自治体と議会の削減
2022年12月、ブケレは、国内の262の自治体を50に削減すべきだとツイートした。面積約8,100平方マイル（21,000km²）のエルサルバドルにこれほど多くの自治体があるのは「不合理」（absurdo）だと述べた。一部の弁護士や政治家は、ブケレの削減提案は選挙区割り操作による権力統合の試みだと批判した。彼の支持者はこの提案を支持し、中には立法議会の議席数の削減を提案する者もいた。
2023年6月1日、ブケレは就任4年目を記念する演説で、立法議会に2つの提案を提出すると発表した。1つは議会の議席数を84から60に削減すること、もう1つは自治体の数を262から44に削減することである。ブケレは、エルサルバドル内戦を終結させた1992年のチャプルテペック和平協定締結前は議会の議席数は60であり、協定で達成されたのは議会の議席数に24を加えたことだけだとして、議会の議席削減を正当化した。自治体削減案について、大統領は262の自治体は文化的アイデンティティを保持し、地区として分類されると述べた。立法議会は2023年6月7日に立法削減案を承認し、6日後に地方自治体削減案を承認した。両方の削減は2024年5月1日に発効した。

### 2024年再選キャンペーン
2021年9月3日、最高裁判所は大統領が連続2期の在任が可能であるとの判決を下した。この判決は、大統領が再選に立候補するには10年間待たなければならないとした2014年の判決を覆すものだった。憲法学者たちは、連続再選はエルサルバドル憲法に違反するとして判決を批判した。2021年の判決は、ブケレが2024年の大統領選挙で再選を目指すことを認めた。ARENAとFMLNは裁判所の判決に抗議し、ARENAのスポークスマンは判決を「独裁政権の前兆」と呼び、FMLNの代表は国家はブケレ一人に仕えているだけだと述べた。この判決は米国政府からも非難された。エルサルバドル駐在の米国臨時代理大使、ジャン・エリザベス・マネス氏は、この判決は「明らかにエルサルバドル憲法に反する」と述べた。マネス氏によると、この判決は2021年5月の最高裁判事の立法による交代が直接の原因だという。
2022年9月15日、エルサルバドル独立201周年を記念する演説の中で、ブケレは2024年の再選に立候補すると発表した。ブケレによると、「先進国では再選が行われており、我が国の民主制度の新たな構成のおかげで、エルサルバドルでも再選が行われることになる」という。憲法学者たちは、大統領の再選はエルサルバドル憲法の「少なくとも」4条に違反するとして、彼の発表を批判した。
ブケレは2023年6月26日にヌエバス・イデアズに大統領予備候補として登録し、ウジョアはブケレの副大統領予備候補として登録した。ヌエバス・イデアズ党は7月9日にブケレとウジョアを大統領候補と副大統領候補に指名した。同党は10月26日、最終日である日にブケレとウジョアの立候補をTSEに登録し始めた。2023年11月3日、野党がブケレの立候補を拒否するよう要請する中、 TSEは彼らの立候補を登録した。
2023年11月30日、立法議会はブケレとウジョアに再選キャンペーンに集中するための休暇を与えた。休暇は翌日から発効し、ブケレの大統領権限は停止された。立法議会はブケレの大統領秘書官であったクラウディア・ロドリゲス・デ・ゲバラを次期大統領に指名した。ロドリゲスはエルサルバドル史上初の女性大統領となった。彼女の任命は一部の弁護士や野党政治家から違憲であると批判された。
2024年の選挙にはブケレを含め6人の大統領候補がいた。彼の主な対立候補は、ARENAの実業家ジョエル・サンチェスと、FMLNの元議員マヌエル・フローレスだった。選挙前の世論調査では、ブケレはサンチェスとフローレスを大きくリードしていた。ブケレは、2期目の間、ギャング取り締まりの継続、インフラプロジェクトへの投資、経済成長の促進を約束した。2024年2月4日、彼は84.65パーセントの票を獲得して再選された。ブケレは、 1944年のマクシミリアーノ・エルナンデス・マルティネス以来、再選された最初のエルサルバドル大統領となった。ヌエバス・イデア党は立法議会で過半数を維持し、同盟とともに国内44市町村のうち43市町村で勝利した。いくつかの報道機関は選挙結果をブケレとヌエバス・イデア党の「圧勝」と表現し、ブケレは自身の勝利を「世界の民主主義史上の記録」と表現した。選挙管理委員会は2月29日にブケレに大統領の信任状を交付し、6月1日に2期目が始まった。
2024年6月、ブケレ大統領はタイム誌に対し、3期目は目指さないと語った。
2025年7月31日、立法議会は大統領の再選制限を撤廃する憲法改正案を可決した。また、任期も5年から6年に延長される。これにより、現在2期目のブケレが多選を目指すことが可能となった。

## 政治思想
ヌエボ・クスカトラン市長として、ブケレはエルサルバドルに「急進的な変化」（「急進的変化」）を望んでいたため、自身を「急進的左派」の一員であると称した。また、彼は自分の家族が常にエルサルバドルの政治的左派と深いつながりを持っていたとも述べた。ブケレは社会正義を信じ、エルサルバドル国民に「健康、教育、生産的インフラ」の機会を保証する国家の義務を信じていた。FMLNのメンバーの中には、ブケレのビジネスマンとしての活動が「プロレタリア階級の歴史的目標」である資本主義の排除に反するとして批判した者もいた。
大統領就任以来、ブケレは特定の政治イデオロギーには固執していないと述べている。彼は、エルサルバドルの政治的左派と右派が内戦後に国を分断したと批判している。タイム誌のベラ・ベルゲングルエンとのインタビューで、ブケレは、自分は左翼でも右翼でもないと考えていると述べた。エル・ファロ紙の編集委員会は、ブケレを「イデオロギーのない政治家」（ポリティコ・シン・イデオロギー）と評した。ブケレのイデオロギー的中立性にもかかわらず、一部のジャーナリストや政治アナリストは彼をポピュリスト、右翼ポピュリスト、保守派と評している。ブケレ自身は、ラテンアメリカと米国の両国で、特に反犯罪政策と民主主義の後退および権力の統合に対する批判で海外の保守派から支持を受けている。彼の政治的見解と政府の政策は、一部のジャーナリストによって「ブケリズム」または「ブケレ方式」と呼ばれている。
西側諸国のジャーナリストの中には、ブケレをトランプと比較する者もおり、ブケレの統治スタイル、政策、レトリック、報道機関への批判がトランプのものと似ているとしている。2019年、フォーリン・ポリシー誌のメリッサ・ヴィダはブケレを「エルサルバドルのトランプ」と呼び、ジャコバン誌のヒラリー・グッドフレンドは彼を「中米のドナルド・トランプ」と呼んだ。ブケレは、2024年の米国大統領選挙でのトランプの勝利後、最初に祝意を表した世界の指導者の一人である。エコノミスト誌はブケレを政治的に「極右」と評し、彼の政策や思想的見解をミレイ、ブラジルの元大統領ジャイル・ボルソナーロ、チリの元大統領候補カストと比較した。
ブケレはジョージ・ソロスを批判しており、2023年5月に「ラテンアメリカのすべての国に、ソロスが報酬を支払った報道機関や『ジャーナリスト』が存在する」と述べた（en todos los países de Latinoamérica hay medios y 'periodistas' pagados por Soros）。2024年2月、ブケレはアメリカ保守政治行動会議（CPAC）で講演し、ソロスがエルサルバドルで「公共の政治と法律を命令」（「独裁政治と公共法」）しようとしていると非難した。ブケレはまた、エルサルバドルではグローバリズムは「すでに死んだ」と述べ、グローバリズムへの反対を表明した。

### 社会問題への対応
2023年、セリア・メドラノはブケレの社会問題に対する立場を「柔軟」（flexibles）かつ「流動的なイデオロギー」（ideología líquida）と表現した。彼女は、ブケレができるだけ多くの有権者をなだめ、同性婚や中絶などの問題に対する世論を測るために立場を変えていると説明した。
ブケレは2014年に、LGBTコミュニティの味方であり、彼らの公民権を支持し、LGBTの人々に対する差別に反対すると述べた。2021年8月、ブケレはエルサルバドルで同性婚を合法化する憲法改正を提案した。この提案は、結婚を「男性と女性」（hombre y mujer）の間と定義する憲法の文言を「配偶者」（cónyuges）の間と定義するように変更し、性的指向に基づく差別を禁止するものである。ブケレの提案は、立法議会の2回連続の会期で承認される必要があるため、最も早く発効するのは2027年であった。ブケレは翌月、提案された憲法改正では同性婚は合法化されないと述べ、元の文言はそのまま残るとFacebookに投稿した。2024年3月、ブケレは、政府が「学校や大学におけるジェンダーイデオロギーの痕跡をすべて」取り除くと述べた。2024年6月、ブケレは、自身が重視する「愛国心と家族の価値観」と「相容れない」政策を推進したとして、文化省の官僚300人を解雇した。
エルサルバドルは世界でも最も厳しい中絶法の一つを有し、いかなる状況でも例外なく中絶を禁止している。2013年、「ベアトリス」という名のエルサルバドル人女性が、出産時に死亡すると医師に告げられたにもかかわらず中絶を拒否されたとき、ブケレは彼女の中絶を拒否した人々を「狂信者」（fanáticos）と呼んだ。ブケレは2018年10月、母親の命が危険にさらされている場合にのみ中絶を支持し、要求に応じた中絶には反対であると表明した。大統領に就任して間もなく、いかなる状況でも中絶に反対した。プエルトリコ人ラッパーのルネ・ペレスとのインタビューで、ブケレは「いつか我々は中絶が大きなジェノサイドであることを認識するだろう」（algún día, nos vamos a dar cuenta de que es un gran genocidio）と語った。ブケレは2021年8月に憲法改正案を提出し、母親の生命が危険にさらされている場合の人工妊娠中絶の合法化を検討し、この案は母子の生命権を認めるものだと付け加えた。翌月には考えを変え、人工妊娠中絶は非犯罪化せず、胎児の「（受胎の瞬間からの）生命権」を認めるとした。ブケレは安楽死も否定した。

### 中央アメリカ統一について
ブケレは、コスタリカ、エルサルバドル、グアテマラ、ホンジュラス、ニカラグアが中央アメリカ連邦共和国を再建することを求めるイデオロギーである中米再統一の提唱者であり、いくつかの演説で中米は「単一の国家」であるべきだと述べている。2024年1月、彼はツイッターで、中米は単一の国として統一されるべきだと信じていることを再確認した。個々の国は小さく、天然資源が不足しているが、統一された中米の人口と生物多様性は、地域の強化に役立つだろう。ツイートの中で、ブケレは、地域を統一するには中米の「人々の意志」（la voluntad de los pueblos）が必要であることを認めた。
ブケレは2019年6月5日から12月22日まで、経済・政治組織である中米統合機構（SICA）の臨時議長を務めた。2020年2月、ブケレはグアテマラ政府と協定を結び、エルサルバドルとグアテマラ間の国境通過の制限を撤廃し、両国間の航空便を「国内」航空便として指定して観光を促進した。この協定により、ブケレ政権はグアテマラ領内のカリブ海に港を建設する権限を獲得し、エルサルバドルは大西洋にアクセスできるようになる。彼はこの協定を「過去180年間で中米統合に向けた最大の一歩」（エル・マヨール・パソ・エン・ラ・インテグラシオン・デ・セントロアメリカ・エン・ロス・ウルティモス・180・アニョス）と表現した。
外交問題評議会のウィル・フリーマンによれば、ブケレは自身を「1820年代から1830年代に中央アメリカ連邦共和国の大統領を務めたホンジュラスの政治家フランシスコ・モラサンの再来」と称している。エル・ファロ紙のガブリエル・ラブラドールは、ブケレが「中央アメリカ人民の連合」を結成したいと考えていた点を、18世紀の軍人でベネズエラの独立運動指導者シモン・ボリバルにたとえた。

### 移民について
ブケレは就任直後、VICE Newsのクリシュナ・アンダヴォル記者とのインタビューで、「移民問題に関してトランプ大統領と同じ懸念を抱いているが、理由は異なる。トランプ氏はエルサルバドル国民にはエルサルバドルから出て行ってほしくない。私も国民が出て行ってほしくない」と語った。2021年にフォックス・ニュースの「タッカー・カールソン・トゥナイト」で行われたインタビューで、ブケレは中米から米国への大量移民は同地域の「経済的機会の欠如」と「治安の欠如」によるものだとし、米国への移民のレベルを「不道徳」と評した。移民は米国に負担をかけ、エルサルバドル国内の生活環境改善に向けた取り組みを妨げていると彼は主張した。

## 世間でのイメージ

### 報道機関との関係
ブケレと政府関係者の多くは、演説やソーシャルメディアでジャーナリストや報道機関を攻撃している。彼は政府批判者を「フェイクニュース」を広めていると一蹴し、彼らを「傭兵」と非難した。ブケレはまた、ジャーナリズムはかつて「真実を追求する高貴な職業」であったが、それがプロパガンダになってしまったと述べている。ジャーナリストはブケレの支持者からオンラインで嫌がらせや脅迫を受けている。エルサルバドルジャーナリスト協会（APES）は、ブケレ大統領の就任以来、2022年11月までに少なくとも12人のジャーナリストが安全への懸念を理由にエルサルバドルから逃亡したと推定している。APESはまた、ブケレ大統領の在任中にジャーナリストが脅迫、嫌がらせ、個人情報の暴露、威嚇、監視、刑事訴追を受けたとも述べている。
ジャーナリスト、政治家、政治アナリストはブケレを独裁者、権威主義者、強権者、高官、「千年王国の独裁者」と評している。彼はツイッターのプロフィールで皮肉にも自分自身を「エルサルバドルの独裁者」「世界で最もクールな独裁者」「エルサルバドル皇帝」「エルサルバドルのCEO」「哲学者の王」と自称している。非政府組織シチズン・アクションの弁護士エドゥアルド・エスコバルは、ブケレがツイッターのプロフィールを利用するのは「国民や反対派の感情を嘲笑する」戦略の一環であると述べた。
2021年11月、ブケレは「外国によるエルサルバドルの政治への干渉を禁止する」（prohibir la injerencia extranjera）ことを目的とした「外国エージェント法」（Ley de Agentes Extranjeros）と呼ばれる法案を立法議会に提出した。大統領はこの法律が米国の外国エージェント登録法をモデルにしていると述べたが、批評家はむしろこの外国エージェント法を、組織を閉鎖しジャーナリストを逮捕することで報道検閲を行うニカラグアの法律と比較した。2022年4月、立法議会は、同国のギャング取り締まりの初期段階でギャングからのメッセージを複製または送信したジャーナリストに裁判所が10年から15年の懲役刑を宣告することを認める法律を可決した。APESはこの法律を「メディア検閲の明らかな試み」と評した。2024年9月のInfobaeの報告書によると、2020年8月にアレハンドロ・ムイショントによって作成された漏洩音声録音は、おそらく彼と、当時ブケレの個人秘書だったエルネスト・カストロが、エル・ディアリオ・デ・ホイ、エル・ファロ、ラ・プレンサ・グラフィカ、およびレヴィスタ・ファクトゥムをスパイすることに同意した様子を録音したものとされている。
エル・ファロがブケレ政権が2020年にギャングと交渉して国内の殺人率を下げたと主張してから数週間後、ブケレはマネーロンダリングの疑いでエル・ファロの捜査を開始した。検事総長室はそのような捜査を開始しなかったが、エル・ファロは税務監査の対象となり、ヒューマン・ライツ・ウォッチのホセ・ミゲル・ビバンコはこれを「選択的かつ乱用的」と評した。この監査は、表現の自由へのリスクを懸念して最高裁判所の命令が出され、2021年3月に停止された。2022年、アムネスティ・インターナショナルは、少なくとも22人のエルサルバドル人ジャーナリスト（そのほとんどがエル・ファロで働いていた）の電話が、イスラエルのスパイウェア「ペガサス」を使用してエルサルバドル政府によって盗聴されていたと発表した。エル・ファロは2023年4月に本社をコスタリカのサンホセに移転し、ブケレ政権による「捏造された告発」を避けようとしていると述べた。2025年、ブケレはほとんどの独立系ジャーナリストとメディアが米国国際開発庁（USAID）を指して「世界的なマネーロンダリング活動」（operacion mundial de lavado de dinero）の一部であると主張した。

### 国際イベントの開催
ブケレ大統領の任期中、エルサルバドルは数多くの国際スポーツイベントとミス・ユニバース美人コンテストを主催した。一部の専門家は、エルサルバドルがこのようなイベントを主催したことをスポーツウォッシングの試みだと評している。
ブケレ大統領は、サーフィンをエルサルバドルの観光市場の一部として推進してきた。彼はエルサルバドルの太平洋沿岸のラ・リベルタッド県の一部を「サーフシティ」に指定し、2021年と2023年のISAワールドサーフィンゲームズが開催された。エルサルバドルは2023年中央アメリカ・カリブ海競技大会も開催する。大会の開会式で、ブケレ大統領は「自分は独裁者ではない」と批判者を叱責し、一般のエルサルバドル国民に彼の「いわゆる独裁政権」についてどう思うか聞いてみるよう求めた。
2023年1月、ブケレはエルサルバドルが2023年のミス・ユニバース世界大会を主催すると発表した。エルサルバドルがミス・ユニバース世界大会を主催したのは1975年が最後である。大会でブケレは、ミス・ユニバースはエルサルバドルに「我々の実力を世界に示す」機会を与えてくれたと語った。大会当日、非常事態被害者運動のメンバー300人が抗議活動を行い、同国のギャング取り締まりの罪のない被害者の釈放を要求し、「ミス・ユニバースにエルサルバドル国民が苦しんでいることを知ってほしい」と訴えた。抗議者の中には「ミス政治犯」「ミス迫害」「ミス大量裁判」と書かれた帯を巻いている者もいた。

### 政策と人気
ブケレ大統領に対する抗議活動は、2020年にCOVID-19パンデミック中に発生し、2023年には再選キャンペーンとギャング取り締まりをめぐって発生したが、大統領在任中は高い支持率を維持している。ブケレ大統領の支持率は75％を下回ったことはなく、平均は90％台である。彼はエルサルバドル史上最も人気のある大統領の一人であり、ロサンゼルス・タイムズのケイト・リンシカムは彼を「世界で最も人気のある指導者の一人」と呼んだ。米国平和研究所のメアリー・スペックはブケレを「ラテンアメリカで、そしておそらく世界で最も人気のある指導者」と呼んだ。ユーラシア・グループのディレクター、リサ・グレイス・タルゴウ氏は、ブケレ大統領の支持率は「非常に高い」と「本当に前例のない」ものだと述べた。
ブケレは国内での人気に加え、米国やラテンアメリカ全土に住むエルサルバドル人の間でも非常に人気がある。ラテンアメリカの一部の国家指導者やその他の政治家は、彼の政策を模倣しようとしている。コロンビアやエクアドルなどの一部の国では、世論調査でブケレは国内の政治家よりも住民に人気があることが判明した。政治学者でハーバード大学ラテンアメリカ研究センター所長のスティーブン・レビツキーは、「誰もがブケレになりたがっている」と書き、ラテンアメリカ全土での彼の人気をベネズエラの元大統領ウゴ・チャベスの人気と比較した。一方、一部の政治アナリストはブケレの人気を個人崇拝とみなしている。

## 人物

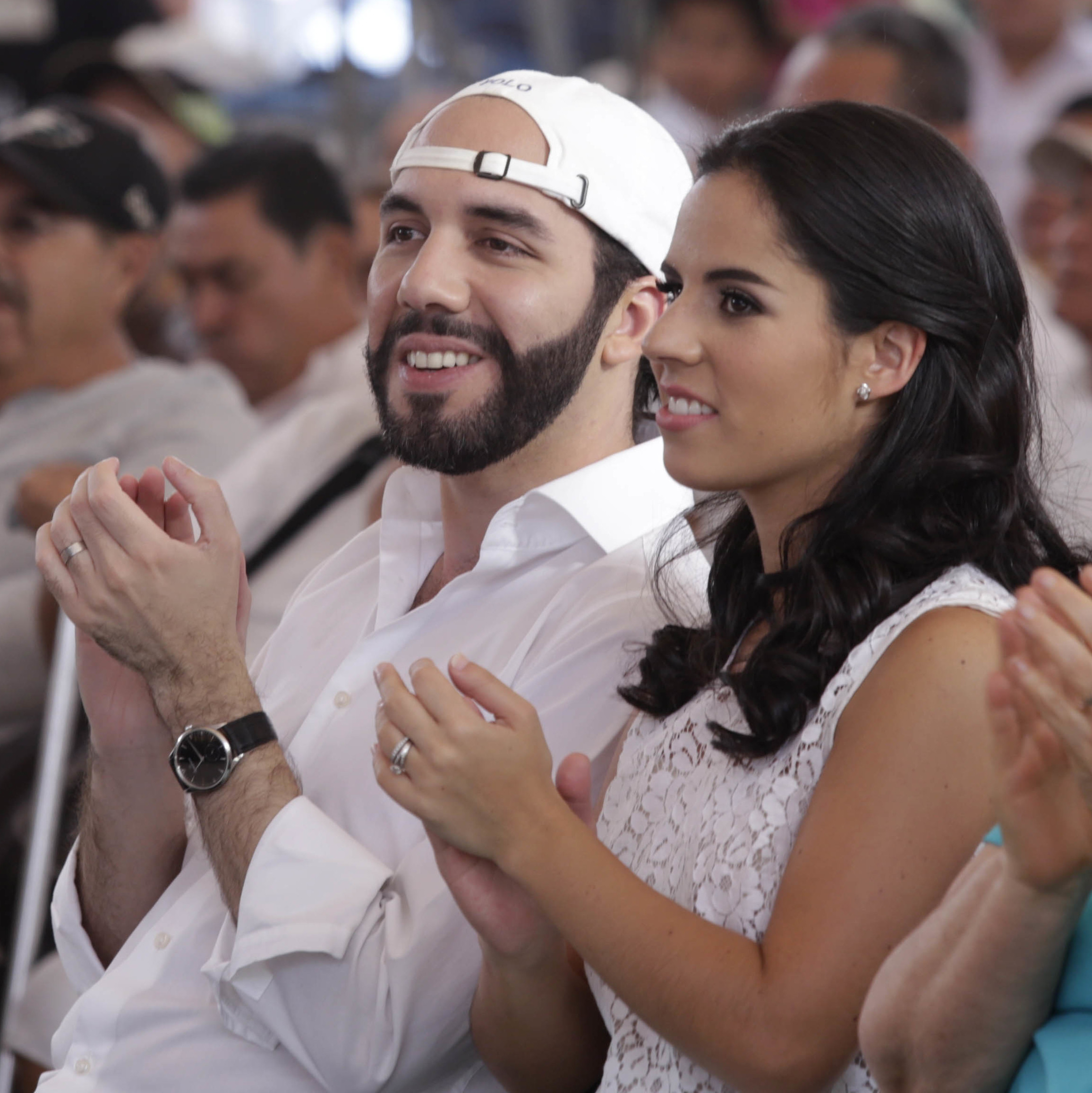
政府主催の式典にて、妻ガブリエラ・ロドリゲスと（2014年）

ミレニアル世代の政治家として支持される一方、具体的な政治的スタンスを欠くと批判されることもある。
パレスチナ系ムスリムの父とキリスト教徒の母を持つことから、2019年の大統領選挙では、ブケレがメキシコシティのモスクで祈りをささげる写真が話題となるなど、その宗教が問題とされた。ブケレは公には、家族はローマ・カトリック教会の信者だが、父のほか家族の何人かはイスラム教に改宗している、自分自身は宗派よりもまず神を第一に信仰していると述べている。なお、彼の名前も「ナジーブ」のスペイン語バージョンである。2014年12月にガブリエラ・ロドリゲスと結婚した。
エルサルバドルのムスリム・コミュリティで精神的な指導者の地位にある、イマームのエマソン・ブケレは兄弟である。エマソンは2015年末、父のアルマンド・ブケレ・カッタンの後任としてイマームに就任した。エマソンはエルサルバドルからカルテルが一掃され、理想的な住みやすい国になることを切望している。

## 私生活

### 家族
ブケレは2004年に心理学者でバレエダンサーのガブリエラ・ロドリゲスと交際を始め、2人は2014年12月6日に結婚した。夫婦には2人の娘がいる。最初の娘は2019年に生まれ、2番目の娘は2023年に生まれた。　

### 資産
エルサルバドル政府の透明性のあるウェブサイトによると、ブケレ大統領の年間給与は2019年7月時点で5,181ドルだった。同ウェブサイトによると、当時の純資産は2,548,967ドルだった。ブケレは政界入りする前に、その富のほとんどをビジネスベンチャーで獲得した。ブケレはコーヒー農園を所有している。2024年7月、彼は農場で栽培したコーヒー豆を地元企業に寄付し始め、Bean of Fireコーヒーブランドを立ち上げた。

### 宗教
ブケレ氏の宗教的信仰は2019年の大統領選挙運動中も物議を醸し、キリスト教徒、イスラム教徒、無神論者といった噂が飛び交った。この論争は、2011年にブケレ氏が父親や兄弟とともにモスクで祈る写真がソーシャルメディアで拡散したことから始まった。ブケレ氏はこの論争を、カトリック教徒が多数を占めるこの国におけるイスラム恐怖症を政治右派が利用しようとする試みだと一蹴した。
ブケレはいかなる宗教にも属していないが、神とイエスを信じていると述べている。2015年のインタビューでブケレは「私は宗教の典礼をあまり信じる人間ではありません。しかし、神、イエス・キリストを信じています。私は彼の言葉を信じています。聖書に啓示された彼の言葉を信じています。そして、神は出自を理由に誰も拒絶しないことを私は知っています」と述べている。その年より前、エルサルバドル人の中には彼がイスラム教徒であると信じていた者もいた。ブケレは、いくつかの演説の中で、聖書の言葉や神、そして1980年に暗殺されたサンサルバドル大司教の聖オスカル・ロメロに言及しており、自らを「神の道具」（instrumento de Dios）と呼んでいる。彼は2015年4月にフランシスコ法王と会談し、1977年に暗殺されたイエズス会の司祭ルティリオ・グランデが間もなく列福されると法王から伝えられたと語った。